# Supercopa Argentina de Voleibol Masculino de 2017
A Supercopa Argentina de Voleibol Masculino de 2017, oficialmente Copa Master Banco Nación 2017 por questões de patrocínio, foi a 8.ª edição deste torneio organizado anualmente pela Associação de Clubes da Liga Argentina de Voleibol (ACLAV). O torneio ocorreu nos dias 11 e 12 de outubro e contou com a presença de quatro equipes argentinas.
A equipe do UPCN Vóley Club comemorou o sexto título da Copa Master em oito edições disputadas, vencendo por 3 sets a 0 o Lomas Vóley.

## Regulamento
O torneio foi disputado em sistema eliminatório, nas fases semifinais e final.

## Local das partidas
| San Carlos de Bolívar, Argentina |
| -------------------------------- |
| Estadio República de Venezuela   |
| Capacidade: 4 600                |

## Equipes participantes
As seguintes equipes se qualificaram para a Supercopa Argentina de 2017.
| Equipe            | Cidade                | Qualificação                                     | Última participação |
| ----------------- | --------------------- | ------------------------------------------------ | ------------------- |
| UPCN Vóley Club   | San Juan              | Vice-campeão da LVA de 2016–17                   | 2016                |
| Obras de San Juan | San Juan              | Campeão da Copa Argentina e Copa Desafío de 2017 | Estreante           |
| Bolívar Voley     | San Carlos de Bolívar | Campeão da LVA de 2016–17                        | 2016                |
| Lomas Vóley       | Lomas de Zamora       | Campeão da Copa ACLAV de 2016                    | 2016                |

## Resultados
|  | Semifinais        | Semifinais      |             |   | Final | Final |
|  |                   |                 |             |   |       |       |
|  |                   |                 |             |   |       |       |
|  |                   |                 |             |   |       |       |
|  | Lomas Vóley       | 3               |             |   |       |       |
|  | Lomas Vóley       | 3               |             |   |       |       |
|  | Obras de San Juan | 0               |             |   |       |       |
|  | Obras de San Juan | 0               | Lomas Vóley | 0 |       |       |
|  |                   |                 | Lomas Vóley | 0 |       |       |
|  |                   | UPCN Vóley Club | 3           |   |       |       |
|  | Bolívar Voley     | UPCN Vóley Club | 3           | 0 |       |       |
|  | Bolívar Voley     |                 |             | 0 |       |       |
|  | UPCN Vóley Club   | 3               |             |   |       |       |
|  | UPCN Vóley Club   | 3               |             |   |       |       |

- As partidas seguem o horário local (UTC−3).

### Semifinais
| Data   | Hora  |               | Placar |                   | Set 1 | Set 2 | Set 3 | Set 4 | Set 5 | Total | Relatório |
| ------ | ----- | ------------- | ------ | ----------------- | ----- | ----- | ----- | ----- | ----- | ----- | --------- |
| 11 out | 18:30 | Lomas Vóley   | 3–0    | Obras de San Juan | 25–16 | 25–23 | 25–20 |       |       | 75–59 | Relatório |
| 11 out | 21:00 | Bolívar Voley | 0–3    | UPCN Vóley Club   | 20–25 | 19–25 | 23–25 |       |       | 62–75 | Relatório |

### Final
| Data   | Hora  |             | Placar |                 | Set 1 | Set 2 | Set 3 | Set 4 | Set 5 | Total | Relatório |
| ------ | ----- | ----------- | ------ | --------------- | ----- | ----- | ----- | ----- | ----- | ----- | --------- |
| 12 out | 21:00 | Lomas Vóley | 0–3    | UPCN Vóley Club | 20–25 | 18–25 | 16–25 |       |       | 54–75 | Relatório |

## Premiação
| Supercopa Argentina de 2017          |
| San Juan (província da Argentina)    |
| ------------------------------------ |
| UPCN Vóley Club Campeão (6.º título) |